# NFATC1
NFATC1‏ (Nuclear factor of-activated T-cells, cytoplasmic 1) هوَ بروتين يُشَفر بواسطة جين NFATC1 في الإنسان.